# Моексиприл
Моексиприл — синтетичний антигіпертензивний препарат, що належить до групи інгібіторів АПФ, для перорального застосування. Моексиприл розроблений німецькою компанією «Schwarz Pharma», яка уперше випустила його під торговою маркою «Уніваск».

## Фармакологічні властивості
Моексиприл — синтетичний лікарський препарат, що належить до групи інгібіторів АПФ. Механізм дії препарату полягає у пригнічення ренін-ангіотензин-альдостеронової системи плазми крові, яка приводить до зменшення впливу ангіотензину II на судини та до зменшення секреції альдостерону, що призводить до збільшення концентрації калію у сироватці крові та збільшення втрати рідини та натрію. Після прийому моексиприлу у результаті інгібування ангіотензинперетворюючого ферменту підвищується активність калікреїн-кінінової системи, що призводить до вазоділатації та підвищення активності простагландинової системи. Моексиприл знижує загальний периферійний опір судин, систолічний та діастолічний артеріальний тиск, перед- та постнавантаження на міокард. При лікуванні моексиприлом також спостерігається зменшення гіпертрофії лівого шлуночка. Моексиприл нормалізує ліпідний обмін, зменшує ризик інфаркту міокарду та раптової смерті, незначно підвищує рівень калію в крові. Моексиприл позитивно діє на процеси обміну кальцію в організмі. Лікування моексиприлом попереджує втрати кісткової тканини внаслідок пригнічення активності остеокластів, що уповільнює розвиток остеопорозу. Це доводить високу ефективність препарату у лікуванні жінок у постменопаузальному періоді. Моексиприл може викликати зменшення апоптозу нейтрофілів у хворих із системним червоним вовчаком та системною склеродермією. Моексиприл зменшує мікроальбумінурію при гіпертензії, особливо на фоні абдомінального ожиріння та метаболічного синдрому. Лікування моексиприлом також призводить до покращення мозкового кровообігу, збільшення пульсового індексу та зменшення периферичного опору в мозкових артеріях. Моексиприл малоефективний у хворих гіпертонією негроїдної раси, тому що у них гіпертонічна хвороба перебігає переважно за наявності низької концентрації реніну в крові.

### Фармакодинаміка
Моексиприл погано всмоктується у шлунково-кишковому тракті, біодоступність препарату складає близько 13%. Після прийому моексиприл перетворюється на активний метаболіт — моексиприлат. Максимальна концентрація в крові моексиприлу досягається протягом 1,5 години, а моексиприлату складає 3—4 години. Препарат у помірній кількості зв'язується з білками крові. Моексиприл проникає через плацентарний бар'єр та виділяється в грудне молоко. Метаболізується препарат у печінці, частково у вигляді активних метаболітів. Виводиться моексиприл із організму переважно із фекаліями, частково виводиться із сечею. Період напіввиведення моексиприлу становить 1 годину, а моексиприлату становить 2—9 годин, при порушеннях функції печінки або нирок цей час може збільшуватися.

## Показання до застосування
Моексиприл застосовується у комплексному лікуванні гіпертонічної хвороби у дорослих.

## Побічна дія
При застосуванні моексиприлу можливі наступні побічні ефекти:
- Алергічні реакції та з боку шкірних покривів — рідко (0,01—0,1%) висипання на шкірі, свербіж шкіри, мультиформна еритема, набряк Квінке, фотодерматоз, підвищена пітливість, алопеція, псоріазоподібні висипання, анафілактичний шок.
- З боку травної системи — нечасто (0,1—1%) нудота, блювота, біль у животі, запор або діарея; рідко (0,01—1%) сухість у роті, ґлосит, стоматит, набряк язика, гепатит, панкреатит, холестатична жовтяниця, печінкова недостатність, кишкова непрохідність.
- З боку нервової системи — часто (1—10%) головний біль, запаморочення; рідко (0,01—0,1%) слабкість, депресія, зміна настрою, порушення сну, парестезії, імпотенція, порушення рівноваги, сплутаність свідомості, шум у вухах, порушення зору, дисгевзія.
- З боку дихальної системи — часто (1—10%) кашель; рідко (0,01—0,1%) бронхіт, бронхоспазм, задишка, синусит, риніт, інтерстиціальний пневмоніт.
- З боку серцево-судинної системи — рідко (0,01—0,1%) васкуліт, тахікардія, аритмія, приступи стенокардії, виникнення інфаркту міокарду, втрати свідомості, гіпотензія, інсульт.
- З боку опорно-рухового апарату — рідко міалгії, артралгії.
- З боку сечостатевої системи — рідко (0,01—0,1%) гостра ниркова недостатність, протеїнурія, імпотенція.
- Зміни в лабораторних аналізах — рідко (0,01—0,1%) анемія, лейкопенія, тромбоцитопенія, гіперкаліємія, гіпонатріємія, зниження гематокриту, гіпоглікемія, нейтропенія, еозинофілія, підвищення рівня активності трансаміназ, лужної фосфатази та лактатдегідрогенази в крові, підвищення рівня білірубіну в крові, підвищення рівня креатиніну та сечовини в крові; дуже рідко (менше 0,01%) агранулоцитоз, панцитопенія.

## Протипокази
Моексиприл протипоказаний при підвищеній чутливості до інгібіторів АПФ; ангіоневротичному набряку, пов'язаному із інгібіторами АПФ в анамнезі або спадковому ангіоневротичному набряку; первинному альдостеронізмі; при вагітності та годуванні грудьми; стенозі гирла аорти або мітральному стенозі; при двобічному стенозі ниркових артерій чи однобічному у разі наявності однієї нирки; при недавно перенесеній трансплантації нирки; гіпертрофічній кардіоміопатії. З обережністю застосовується препарат при печінковій та нирковій недостатності, під час проведення десенсибілізуючого лікування при ураженні отрутами комах (наприклад при укусах бджіл або ос). Препарат не застосовується у дитячому віці.

## Форми випуску
Моексиприл випускається у вигляді таблеток по 0,0075 та 0,015 г.